# Wenda Nel
Wenda Nel, nata Theron (Worcester, 30 luglio 1988), è un'ostacolista sudafricana.

## Palmarès
| Anno | Manifestazione               | Sede           | Evento      | Risultato  | Prestazione | Note                                     |
| ---- | ---------------------------- | -------------- | ----------- | ---------- | ----------- | ---------------------------------------- |
| 2005 | Mondiali allievi             | Marrakech      | 200 m piani | Semifinale | 24"33       |                                          |
| 2006 | Mondiali juniores            | Pechino        | 100 m piani | Batteria   | 12"12       |                                          |
| 2006 | Mondiali juniores            | Pechino        | 200 m piani | Batteria   | 24"74       |                                          |
| 2006 | Mondiali juniores            | Pechino        | 4x100 m     | Batteria   | 46"90       |                                          |
| 2007 | Campionati africani juniores | Ouagadougou    | 100 m hs    | 8ª         | 15"73       |                                          |
| 2009 | Universiadi                  | Belgrado       | 400 m hs    | Batteria   | 57"89       |                                          |
| 2010 | Campionati africani          | Nairobi        | 400 m hs    | 7ª         | 57"70       |                                          |
| 2011 | Universiadi                  | Shenzhen       | 400 m hs    | 5ª         | 56"76       |                                          |
| 2011 | Universiadi                  | Shenzhen       | 4x400 m     | 5ª         | 3'34"59     |                                          |
| 2011 | Giochi panafricani           | Maputo         | 400 m hs    | Argento    | 57"13       |                                          |
| 2011 | Mondiali                     | Taegu          | 400 m hs    | Semifinale | 57"06       |                                          |
| 2012 | Campionati africani          | Porto-Novo     | 400 m hs    | 5ª         | 56"43       |                                          |
| 2012 | Campionati africani          | Porto-Novo     | 4x400 m     | 4ª         | 3'33"21     |                                          |
| 2014 | Campionati africani          | Marrakech      | 400 m hs    | Oro        | 55"32       |                                          |
| 2014 | Giochi del Commonwealth      | Glasgow        | 400 m hs    | Finale     | dq          |                                          |
| 2015 | Mondiali                     | Pechino        | 400 m hs    | 7ª         | 54"94       |                                          |
| 2016 | Africani                     | Durban         | 400 m hs    | Oro        | 54"86       |                                          |
| 2016 | Africani                     | Durban         | 4x400 m     | Oro        | 3'28"49     | Record dei campionati · Record nazionale |
| 2016 | Giochi olimpici              | Rio de Janeiro | 400 m hs    | Semifinale | 55"83       |                                          |
| 2017 | Mondiali                     | Londra         | 400 m hs    | Semifinale | 55"70       |                                          |
| 2017 | Mondiali                     | Londra         | 4x400 m     | Batteria   | 3'37"82     |                                          |
| 2018 | Giochi del Commonwealth      | Gold Coast     | 400 m hs    | Bronzo     | 54"96       |                                          |
| 2018 | Africani                     | Asaba          | 400 m hs    | Bronzo     | 57"04       |                                          |
| 2019 | Giochi panafricani           | Rabat          | 400 m hs    | 6ª         | 58"01       |                                          |
| 2019 | Giochi panafricani           | Rabat          | 4x400 m     | 5ª         | 3'41"17     |                                          |
| 2021 | Giochi olimpici              | Tokyo          | 400 m hs    | Semifinale | 56"35       |                                          |
| 2022 | Campionati africani          | Saint Pierre   | 400 m hs    | 7ª         | 1'00"43     |                                          |